# Ангел Папалезов
Ангел Георгиев Папалезов е български политик от БКП, деец на ВМРО (обединена).

## Биография
Роден е на 28 февруари 1904 г. в неврокопското село Белотинци в семейството на Георги Папалезов. През 1913 г. родителите му се преселват в Неврокоп. Там баща му отваря книжарница „Болшевик“ и е сред местните основатели на БКП в града. Ангел Папалезов става член на Комсомола от 1921 г. и на БКП през 1931 г. След потушаването на Септемврийското въстание става тютюноработник в Якоруда. По време на Априлските събития баща му е арестуван от дейци на ВМОРО и убит при Дъбница. След смъртта на баща си Ангел Папалезов възстановява книжарницата и я преименува на „Възраждане“, като поддържа контакт с книжарница „Нов свят“ в София, която е контролирана от БКП. Учредява комитети на ВМРО (обединена) в Неврокоп, където през 1931 г. те заедно с БКП печелят общинските избори. Член на ОК на БКП в Неврокоп. През 1937 – 1938 г. участва в организирането на стачки, както и в Соболевата акция. През 1942 г. е интерниран в Омуртаг, а на следващата година отново е арестуван и интерниран в Кръстополе. През март 1943 г. е осъден на смърт, но присъдата му е заменена с доживотен затвор. След 9 септември 1944 г. е член на Околийския комитет на БКП в Гоце Делчев. Директор е на предприятията „Топливо“ и „Облекло и обувки“. Известно време е инструктор в Окръжния комитет на БКП в Благоевград. След това до пенсионирането си е председател на ТКЗС в Гоце Делчев. С указ № 643 от 23 февруари 1984 г. е обявен за герой на социалистическия труд. Награждаван е с ордените „Народна свобода 1941 – 1944 г.“ – II ст., „9 септември 1944 г.“ III ст., II ст. и I ст. и „Народна република България“ III ст.